# アンドレイス・ルビンス
アンドレイス・ルビンス（Andrejs Rubins, 1978年11月26日 - 2022年8月3日）は、ラトビア、リガ出身で同国代表の元サッカー選手。現役時代のポジションはMF。

## 来歴

### クラブ
1996年、ラトビアリーグの2部に属していたFK Audaでプロキャリアをスタートさせた。翌年はスウェーデンのÖsters IFに移籍。1998年、ヴィルスリーガの強豪スコントFCに移籍し、在籍期間中に67試合に出場し14得点を挙げた。2000年、イングランドのクリスタル・パレスFCに移籍。フットボールリーグカップのレスター・シティ戦(0-3)では27mの距離からシュートを放ち得点を決めた。準決勝の1stレグ、リヴァプールFC戦(2-1)でも得点をしチームの勝利に貢献をしたが、2ndレグのアウェーでは5-0で敗れた。リーグ戦では加入1年目にはある程度出場をしたが2、3年目にはサブとして出場をした。2003年、ロシアのFCシンニク・ヤロスラヴリに移籍をし、2005年には強豪のFCスパルタク・モスクワに4年契約で移籍するも、出場は5試合に留まった。2013年3月13日、現役引退を表明した。

### 死去
2022年8月3日、43歳という若さで死去した。

### 代表
- ラトビア代表 117試合出場 1998-2011
  - 2004年 EURO2004 ポルトガル大会（グループリーグ敗退）

## 所属クラブ
- FK Auda 1996
- エステルスIF 1997
- スコントFC 1998-2000
- クリスタル・パレスFC 2000-2003
- FCシンニク・ヤロスラヴリ 2003-2004
- FCスパルタク・モスクワ 2005

→ FCシンニク・ヤロスラヴリ 2006 （loan）
→ FKリエパーヤス・メタルルグス 2007（loan）
- FCインテル・バクー 2008-2010
- カラバフFK 2010-2011
- シムルグPFC 2011-2012